# RELX
RELX, ook nog bekend onder de oude naam Reed Elsevier, is een Engels-Nederlands bedrijf, ontstaan uit de fusie in 1993 tussen de uitgeverijen Reed en Elsevier.

## Activiteiten
Bij RELX werken circa 36.000 mensen en het bedrijf bereikte een omzet van ruim negen miljard pond in 2024.
De activiteiten zijn ondergebracht in vier bedrijfsonderdelen:
- 'Risk' of risico-informatie, vooral LexisNexis Risk Solutions
- 'Scientific, Technical & Medical' ofwel wetenschappelijke, technische en medische publicaties, onder de merknaam Elsevier. Elsevier gaf in 2021 ongeveer 2700 wetenschappelijke, technische en medische tijdschriften uit.
- 'Legal' of juridische literatuur, waaronder LexisNexis.
- 'Exhibitions' of vakbeurzen onder de naam RE, dit is de kleinste activiteit.

Van de totale omzet wordt ongeveer 60% in Noord-Amerika gerealiseerd. In zowel Europa als in de rest van de wereld wordt ongeveer een vijfde van de omzet behaald. Meer dan de helft van de omzet wordt bereikt met de verkoop van abonnementen. Deze inkomsten zijn zeer stabiel. De informatie wordt vooral elektronisch aangeleverd, slechts een zeer klein deel van de omzet wordt nog behaald met de verkoop van gedrukte publicaties en dit aandeel neemt structureel af.
De belangrijkste Nederlandse concurrent van het bedrijf is Wolters Kluwer. RELX heeft een beursnotering op Euronext Amsterdam en de London Stock Exchange en op de New York Stock Exchange worden American depositary receipts verhandeld.

### Resultaten
| Jaar | Omzet         | Bedrijfs- resultaat | Netto- resultaat | Werknemers (in fte) |
| Jaar | (× ₤ miljoen) | (× ₤ miljoen)       | (× ₤ miljoen)    | Werknemers (in fte) |
| ---- | ------------- | ------------------- | ---------------- | ------------------- |
| 2005 | 5166          | 839                 | 462              | 36.100              |
| 2010 | 6055          | 1090                | 642              | 31.000              |
| 2015 | 5971          | 1497                | 1008             | 29.300              |
| 2020 | 7110          | 1525                | 1208             | 33.400              |
| 2021 | 7224          | 1884                | 1471             | 33.100              |
| 2022 | 8553          | 2323                | 1632             | 34.700              |
| 2023 | 9161          | 2682                | 1788             | 36.500              |
| 2024 | 9434          | 2861                | 1944             | 36.500              |

## Geschiedenis
Op 1 januari 1993 werd de fusie van Reed en Elsevier een feit. Alle activiteiten werden gebundeld in een nieuwe onderneming met de naam Reed Elsevier plc. De twee voormalige bedrijven kregen elk een aandelenbelang van 50% in Reed Elsevier en hielden hun notering in Londen en Amsterdam. Omdat de inbreng van Reed iets groter was dan van Elsevier, kreeg Reed een aandelenbelang van 5,8% in Elsevier. In 1993 behaalde Reed Elsevier een omzet van ₤ 2,8 miljard waarvan het omzetaandeel van de Verenigde Staten 37% was.
De eerste grote acquisitie van Reed Elsevier was Mead Data, de overnamesom was US$ 1,5 miljard. In december 1994 werd deze koop afgerond en Reed Elsevier wijzigde de naam van de nieuwe aanwinst in LEXIS-NEXIS. In juli 1995 besloot Reed Elsevier alle op consumenten gerichte uitgaven te verkopen. In 1995 werd dit deels gerealiseerd en de verkopen leverde ₤ 0,75 miljard op. In januari 1998 werd het laatste deel afgestoten, IPC Magazines, voor ₤ 0,9 miljard
In 1996 werd Tolley, een Engelse uitgever van wetteksten en belastinginformatie, ingelijfd. Verder werd een belang van 50% genomen in The Shepard's Company, een Amerikaanse uitgever.
Eind 1997 kwam het bedrijf negatief in de pers. Reed Travel Group, een werkmaatschappij van Reed Elsevier, had  tussen 1991 en 1997 jarenlang te hoge oplagecijfers gepresenteerd waardoor adverteerders teveel hadden betaald. Reed Elsevier besloot de gedupeerden schadeloos te stellen en bracht een aanzienlijk bedrag ten laste van het jaarresultaat 1997. De winst in 1997 kwam uit op ₤ 207 miljoen, een forse daling ten opzichte van de winst van ₤ 604 miljoen in 1996. In oktober 1997 was nog een voorstel uitgegaan om Wolters Kluwer over te nemen, maar deze poging werd op 9 maart 1998 gestaakt. 
In 1998 volgde de koop van de Amerikaanse uitgever Matthew Bender, verder werd het restant van The Sherpard's Company gekocht waardoor Reed Elsevier de enige aandeelhouder is geworden.
In 2000 kwam de omzet uit ₤ 3,8 miljard, hiervan werd meer dan de helft behaald in de Verenigde Staten, 14% in het Verenigd Koninkrijk en 6% in Nederland. Er werkten 28.900 mensen bij het bedrijf.
Vanaf 1 juli 2015 heet Reed Elsevier RELX Group. De merknaam Elsevier blijft bestaan als de naam voor de wetenschappelijke divisie en alleen het moederbedrijf gaat als RELX verder. RELX is een samentrekking van de vier activiteiten: Reed, Elsevier, LexisNexis en Reed Exhibitions. Op dezelfde dag werd ook bedrijfsstructuur vereenvoudigd. Alle activa van de twee moederbedrijven zijn gecombineerd in een nieuwe entiteit. Daarnaast wordt het cross-aandeelhouderschap geschrapt. In de oude situatie was er een verhouding van 1,538 tot 1 tussen de Nederlandse en Britse moederbedrijven en in de nieuwe structuur is deze verhouding gelijk.
ABN AMRO · Adyen · AEGON · Ahold Delhaize · AkzoNobel · ArcelorMittal · ASMI · ASML · ASR Nederland · Besi · DSM-Firmenich · Exor · Heineken · IMCD · ING · KPN · NN Group · Philips · Prosus · Randstad · RELX · Shell · Unilever · Universal Music Group · Wolters Kluwer
Aberdeen Asset Management · Admiral Group · Aggreko · AMEC · Anglo American · Antofagasta · ARM Holdings · Associated British Foods · AstraZeneca · Aviva · Babcock International · BAE Systems · Barclays · BG Group · BHP Billiton · BP · British American Tobacco · British Land Company · Sky · BT Group · Bunzl · Burberry · Capita Group · Carnival · Centrica · Compass Group · CRH · Croda International · Diageo · easyJet · Eurasian Natural Resources Corporation · Experian · Fresnillo · G4S · GKN · GlaxoSmithKline · Glencore · Hammerson · Hargreaves Lansdown · HSBC · IMI · Imperial Brands · International Airlines Group · InterContinental Hotels Group · Intertek Group · ITV · Johnson Matthey · Kingfisher · Land Securities Group · Legal & General · Lloyds Banking Group · London Stock Exchange Group · Marks & Spencer · Meggitt · Melrose · Wm Morrison Supermarkets · National Grid · Next · Old Mutual · Pearson · Persimmon · Petrofac · Prudential · Randgold Resources · Reckitt Benckiser · RELX · Resolution · Rexam · Rio Tinto Group · Rolls-Royce Group · Royal Bank of Scotland Group · RSA Insurance Group · SABMiller · Sage Group · J Sainsbury · Schroders · Scottish and Southern Energy · Serco Group · Severn Trent · Shell · Shire · Smith & Nephew · Smiths Group · Standard Chartered · Standard Life · Tate & Lyle · Tesco · Travis Perkins · TUI Travel · Tullow Oil · Unilever · United Utilities · Vedanta Resources · Vodafone · Weir Group · Whitbread · William Hill · Wolseley · Wood Group · WPP Group